# Biprodukt

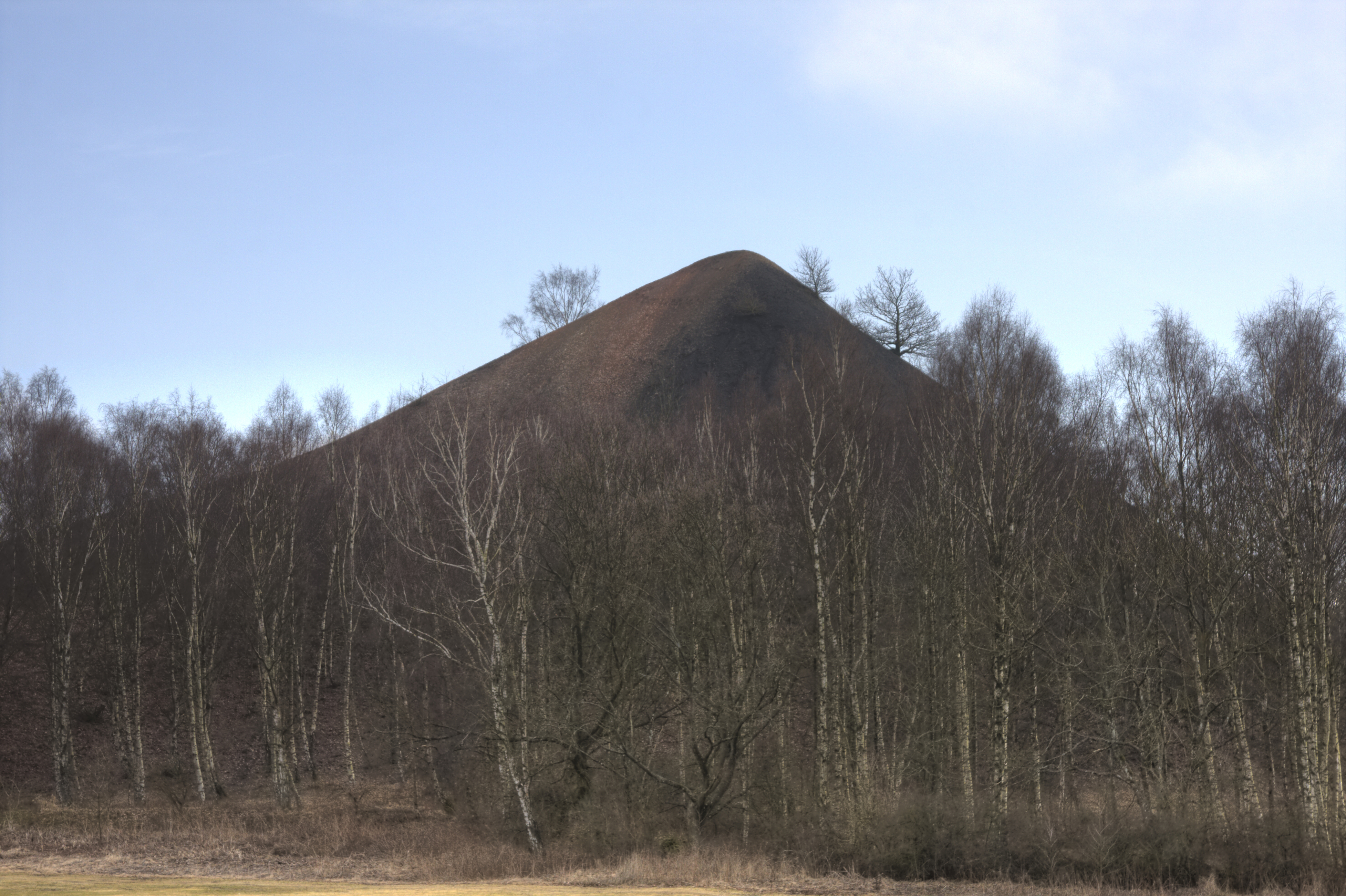
En slagghög utgör ett påtagligt spår av tidigare gruvdrift utanför Billesholm i Skåne.

En biprodukt är en sekundär produkt som av en tillfällighet fås vid produktion av en annan, huvudsaklig produkt. Det kan röra sig om till exempel en kemisk förening som uppstår i en kemisk process, vars huvudsyfte inte är att producera den föreningen. En biprodukt kan vara ekonomiskt lönsam att producera, men den kan också ha negativ inverkan på produktionen eller på miljön.

## Betydande biprodukter
- Massa- och pappersindustri
  - Sulfatprocessen: råtallolja, terpentin
  - Sulfitprocessen: sulfitsprit
- Metallurgisk industri: slagg
- Värmekraftverk som utnyttjar förbränning: aska, gips från rening av svaveldioxid från rökgaser med kalk